# Кельч
Кельч (чеськ. Kelč) — місто на крайньому сході Чехії, в окрузі Всетін Злінського краю.

## Географія
Місто Кельч знаходиться на сході Моравії, в регіоні Злінський край ліворуч від струмка Югине на кордоні між областями Гана та Моравської Валахії, в 11 кілометрах на захід від міста Валашске Мезиржичі.

## Історія
За даними археологів, перші поселення з'явилися в районі Кельча за часів неоліту, близько 7000 років тому. Нинішнє місто було засновано приблизно в X столітті, перша письмова згадка про нього відноситься до 1131 року. Кельч розвивався як багате торгове місто, проте у XIV столітті феодальні міжусобиці у Моравії і, особливо, Гуситські війни негативно позначилися на його господарстві. 
У XVI столітті місто знову успішно розвивалося, в ньому відкривається пивоварня, в 1580 році жителі були звільнені від повинностей по відношенню до їхнього пана-єпископа. Однак під час Тридцятирічної війни Кельч був неодноразово підпалений та розграбований, а населення скоротилося на 80%. Із закінченням війни стан занепаду продовжувався і в XVIII столітті. У 1750 році місто було позбавлене єпископом звання міста (повернене оломоуцькими єпископами наприкінці XVIII століття). У ХІХ столітті тут розвивається виробництво курильних трубок. Нині Кельч значною мірою живе за рахунок сільського господарства.
У Кельчі зберігся палац епохи Ренесансу, збудований у 80-х роках XVI століття. Історичний центр міста перебуває під захистом держави.

## Населення
| Рік  | Чисельність | Чисельність |
| ---- | ----------- | ----------- |
| 1869 | 3320        | [ 9 ]       |
| 1880 | 3593        | [ 9 ]       |
| 1890 | 3504        | [ 9 ]       |
| 1900 | 3282        | [ 9 ]       |
| 1910 | 3277        | [ 9 ]       |
| 1921 | 3063        | [ 9 ]       |

| Рік  | Чисельність | Чисельність |
| ---- | ----------- | ----------- |
| 1930 | 3048        | [ 9 ]       |
| 1950 | 2775        | [ 9 ]       |
| 1961 | 2820        | [ 9 ]       |
| 1970 | 2625        | [ 9 ]       |
| 1980 | 2479        | [ 9 ]       |
| 1991 | 2599        | [ 9 ]       |

| Рік  | Чисельність | Чисельність |
| ---- | ----------- | ----------- |
| 2001 | 2581        | [ 9 ]       |
| 2014 | 2653        | [ 10 ]      |
| 2016 | 2675        | [ 11 ]      |
| 2017 | 2664        | [ 12 ]      |
| 2018 | 2678        | [ 13 ]      |
| 2019 | 2689        | [ 14 ]      |

| Рік  | Чисельність | Чисельність |
| ---- | ----------- | ----------- |
| 2020 | 2706        | [ 15 ]      |
| 2021 | 2699        | [ 16 ]      |
| 2021 | 2578        | [ 17 ]      |
| 2022 | 2655        | [ 18 ]      |
| 2023 | 2706        | [ 19 ]      |
| 2024 | 2686        | [ 6 ]       |

| Рік  | Чисельність | Чисельність |
| ---- | ----------- | ----------- |
| 1869 | 3320        | [ 9 ]       |
| 1880 | 3593        | [ 9 ]       |
| 1890 | 3504        | [ 9 ]       |
| 1900 | 3282        | [ 9 ]       |
| 1910 | 3277        | [ 9 ]       |
| 1921 | 3063        | [ 9 ]       |

| Рік  | Чисельність | Чисельність |
| ---- | ----------- | ----------- |
| 1930 | 3048        | [ 9 ]       |
| 1950 | 2775        | [ 9 ]       |
| 1961 | 2820        | [ 9 ]       |
| 1970 | 2625        | [ 9 ]       |
| 1980 | 2479        | [ 9 ]       |
| 1991 | 2599        | [ 9 ]       |

| Рік  | Чисельність | Чисельність |
| ---- | ----------- | ----------- |
| 2001 | 2581        | [ 9 ]       |
| 2014 | 2653        | [ 10 ]      |
| 2016 | 2675        | [ 11 ]      |
| 2017 | 2664        | [ 12 ]      |
| 2018 | 2678        | [ 13 ]      |
| 2019 | 2689        | [ 14 ]      |

| Рік  | Чисельність | Чисельність |
| ---- | ----------- | ----------- |
| 2020 | 2706        | [ 15 ]      |
| 2021 | 2699        | [ 16 ]      |
| 2021 | 2578        | [ 17 ]      |
| 2022 | 2655        | [ 18 ]      |
| 2023 | 2706        | [ 19 ]      |
| 2024 | 2686        | [ 6 ]       |